# Hrabstwo Oregon
Hrabstwo Oregon (ang. Oregon County) – hrabstwo w stanie Missouri w Stanach Zjednoczonych. Obszar całkowity hrabstwa obejmuje powierzchnię 791,59 mil2 (2 050 km²). Według danych z 2010 r. hrabstwo miało 10 881 mieszkańców. Hrabstwo powstało 14 lutego 1845 roku, a jego nazwa pochodzi od Terytorium Oregonu.

## Sąsiednie hrabstwa
- Hrabstwo Shannon (północ)
- Hrabstwo Carter (północny wschód)
- Hrabstwo Ripley (wschód)
- Hrabstwo Randolph (Arkansas) (południowy wschód)
- Hrabstwo Sharp (Arkansas) (południe)
- Hrabstwo Fulton (Arkansas))południowy zachód)
- Hrabstwo Howell (zachód)

## Miasta
- Alton
- Koshkonong
- Thayer
- Thomasville (CDP)